# 哈薩克賴氏龍屬
哈薩克賴氏龍（屬名：Kazaklambia）是一屬賴氏龍亞科恐龍，來自白堊紀晚期哈薩克南部的達布拉津組（桑托階）。屬下包含單一物種：模式種說服哈薩克賴氏龍（Kazaklambia convincens）。

## 研究歷史
哈薩克賴氏龍最初於1968年由阿納托利·羅特傑斯特文斯基敘述為原鵝龍的一個種：說服原鵝龍（Procheneosaurus convincens）。種名象徵著其標本是蘇聯境內發現最完整的恐龍化石，成功的「說服」了在「恐龍地層」（dinosaur horizon）可以發現恐龍的事實。後來曾被歸入說服冠龍（Corythosaurus convincens）一段時間，後來到了2013年菲爾·貝爾（Phil R. Bell）和克里斯汀·布林克（Kirstin S. Brink）將牠獨立建為新屬。新的屬名意為「哈薩克的賴氏龍亞科」，意指其發現地和分類群。正模標本PIN 2230是一個幾乎完整的青少年個體骨骼，僅缺少吻部、下頜前部、一些背椎和尾部末端，由G.A. Belenkiy發現於1963年。雖然有一些研究認為牠是鹹海牙克煞龍（Jaxartosaurus aralensis）的異名，其他研究則認為牠自成一個有效的屬。

## 敘述
貝爾和布林克（2013）指出哈薩克賴氏龍在以下形態上獨特於其他同成長階段的歐亞賴氏龍亞科青少年體：眶後骨的前額突額葉由側至前增厚、眼眶上方和前方的鼻腔隆起、額骨長寬比小於1。

## 分類
貝爾和布林克（2013）將哈薩克賴氏龍置於賴氏龍亞科的基礎位置，形態計量學和形態學資訊表示牠可能與亞洲的基礎賴氏龍亞科阿穆爾龍和青島龍有密切關聯，牠們被證明是賴氏龍亞科的亞洲起源。